# M1150 Assault Breacher Vehicle
M1150 Assault Breacher Vehicle (M1150 ABV) – amerykański pojazd inżynieryjny zbudowany na podwoziu czołgu podstawowego M1 Abrams. M1150 przeznaczony jest do usuwania pól minowych i umocnień polowych. Wozy tego typu wprowadzono do służby w 2008 roku.

## Historia
W latach dziewięćdziesiątych XX wieku w Stanach Zjednoczonych trwały prace nad opracowaniem nowego czołgu saperskiego na potrzeby United States Army. W wyniku tych prac powstał Grizzly Combat Mobility Vehicle, który osadzono na podwoziu czołgu M1 Abrams. Wóz miał zostać następcą starszych wozów M728 Combat Engineer Vehicle. Planowano pozyskać 366 pojazdów, jednak w 2001 roku projekt zamknięto z powodu cięć budżetowych i braku środków na jego realizację. Tym samym Grizzly nie trafił do produkcji seryjnej, a rozwój zakończono na jednym prototypie. Zakończenie programu nie oznaczało, że znikło zapotrzebowanie na pojazdy tego typu w amerykańskich siłach zbrojnych. United States Marine Corps rozpoczął własny program rozwojowy mający stworzyć czołg saperski do zwalczania zapór minowych i umocnień polowych. Korpus zdecydował się na finansowanie zamkniętego projektu Grizzly i jego zmodyfikowanie do wymagań formacji.
W latach 2002–2006 zbudowano sześć prototypów przyszłego M1150 i poddano je testom. Po próbach, które zakończyły się wynikiem pozytywnym, wóz skierowano do produkcji seryjnej. Korpus zamówił 52 egzemplarze M1150 ABV, a dodatkowe 187 pozyskano na potrzeby US Army. Wozy zostały użyte bojowo podczas konfliktu w Afganistanie.

## Konstrukcja
M1150 zbudowano na podwoziu czołgu podstawowego M1A1 Abrams. W ramach redukcji kosztów nie zdecydowano się na zamówienie zupełnie nowych kadłubów, tylko wykorzystano zmagazynowane podwozia czołgów M1A1. Zostały one gruntownie przebudowane i wyremontowane w zakładach General Dynamics Land Systems (GDLS). Dotychczasową wieżę zdemontowano i zastąpiono inną, która może obracać się w zakresie 180° (90° w lewo i 90° w prawo) i której przód podobny jest do czoła wieży Abramsa. Została ona pokryta blokami pancerza reaktywnego (ERA), składającego się z 53 modułów, co gwarantuje większą ochronę przed ładunkami kumulacyjnymi. Załogę stanowią dwie osoby: kierowca i dowódca. Kierowca zajmuje pozycję taką jak w czołgach M1, siedząc z przodu pośrodku kadłuba.
Stanowisko dowódcy znajduje w przedniej części nadbudówki pośrodku. Dowódca ma do dyspozycji opancerzoną kopułę obserwacyjną, z wielkokalibrowym karabinem maszynowym Browning M2 kalibru 12,7 mm. Dodatkowo wóz ma do dyspozycji wyrzutnie granatów dymnych. Sprzęt specjalistyczny został dostarczony i zaprojektowany przez brytyjską firmę Pearson Engineering. Osprzęt można szybko zamontować lub zdemontować, w zależności od potrzeb. Wóz dysponuje lemieszem w przedniej części kadłuba, pługiem i specjalistycznym wyposażeniem do rozminowywania. W tylnej części wieży zamontowano wyrzutnię ładunków wydłużonych, która jest w stanie wystrzelić ładunek na odległość do 150 metrów.
Napęd, podobnie jak w czołgach M1, stanowi silnik turbowałowy Honeywell AGT1500 o mocy 1500 KM sprzężony z automatyczną przekładnią Allison X-1100-3B Hydro-Kinetic. Napęd pozwala osiągnąć maksymalną prędkość 70 km/h po drogach i około 48 km/h w terenie. Zawieszenie M1150 oparte jest na drążkach skrętnych i składa się siedmiu kół jezdnych na stronę. Koło napędowe jest zamontowane z tyłu, a napinające z przodu. Zasięg wynosi około 500 kilometrów.

## Użytkownicy

### Obecni
- Stany Zjednoczone[3][6]
  - United States Marine Corps – zakupiono 52 wozy;
  - United States Army – zakupiono 187 wozów.
- Ukraina
  - Siły Zbrojne Ukrainy – przekazano minimum jeden wóz[7].

### Przyszli
- Australia
  - Australian Army – w 2022 roku zamówiono 29 czołgów saperskich M1150 wraz z podpisaniem kontraktu na dostawy czołgów M1A2 SEPv3 i pozostałego sprzętu towarzyszącego: mostami M1074 Joint Assault Bridge System i WZT M88A2 Hercules[8].

## Galeria

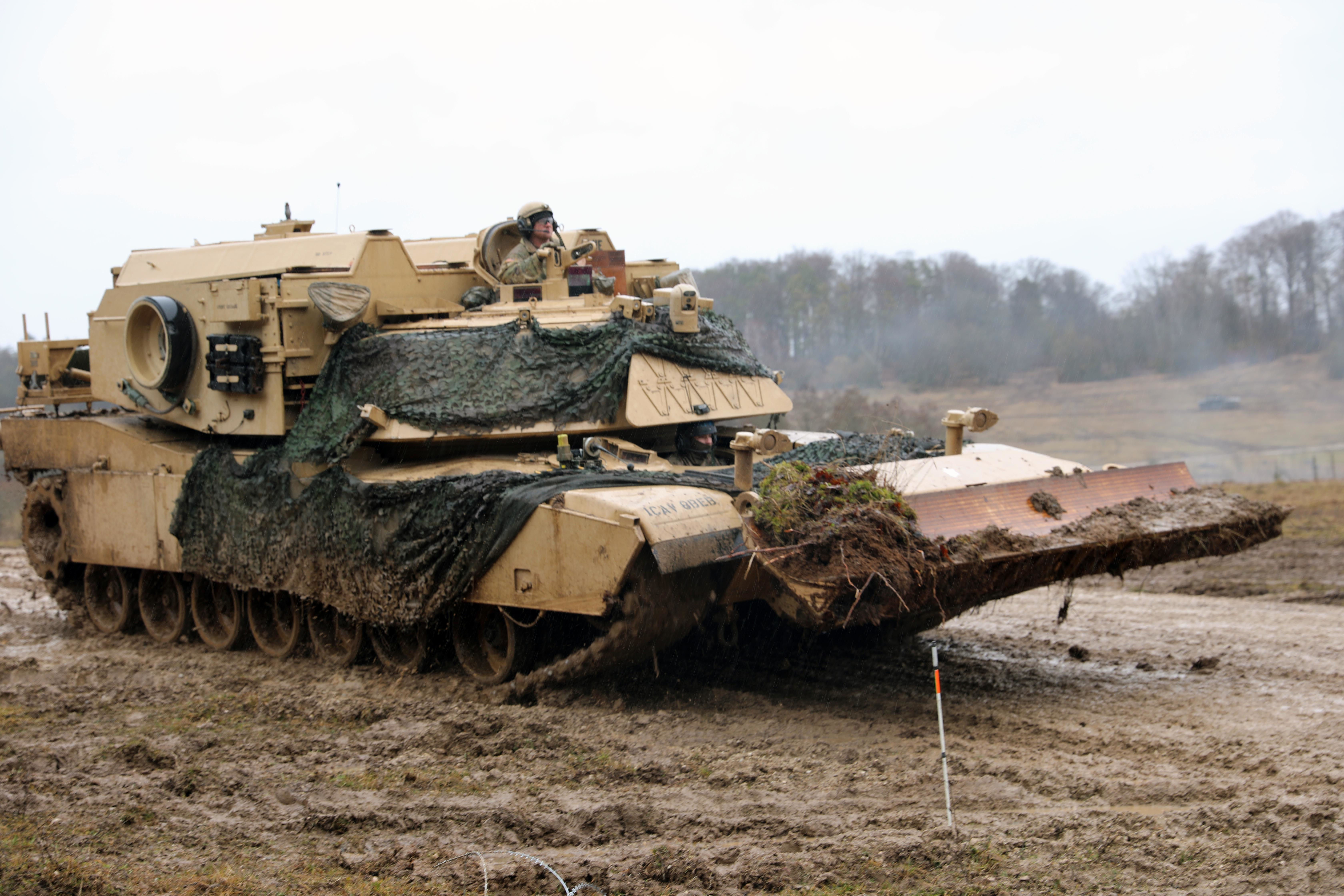
M1150 należący do US Army podczas ćwiczeń
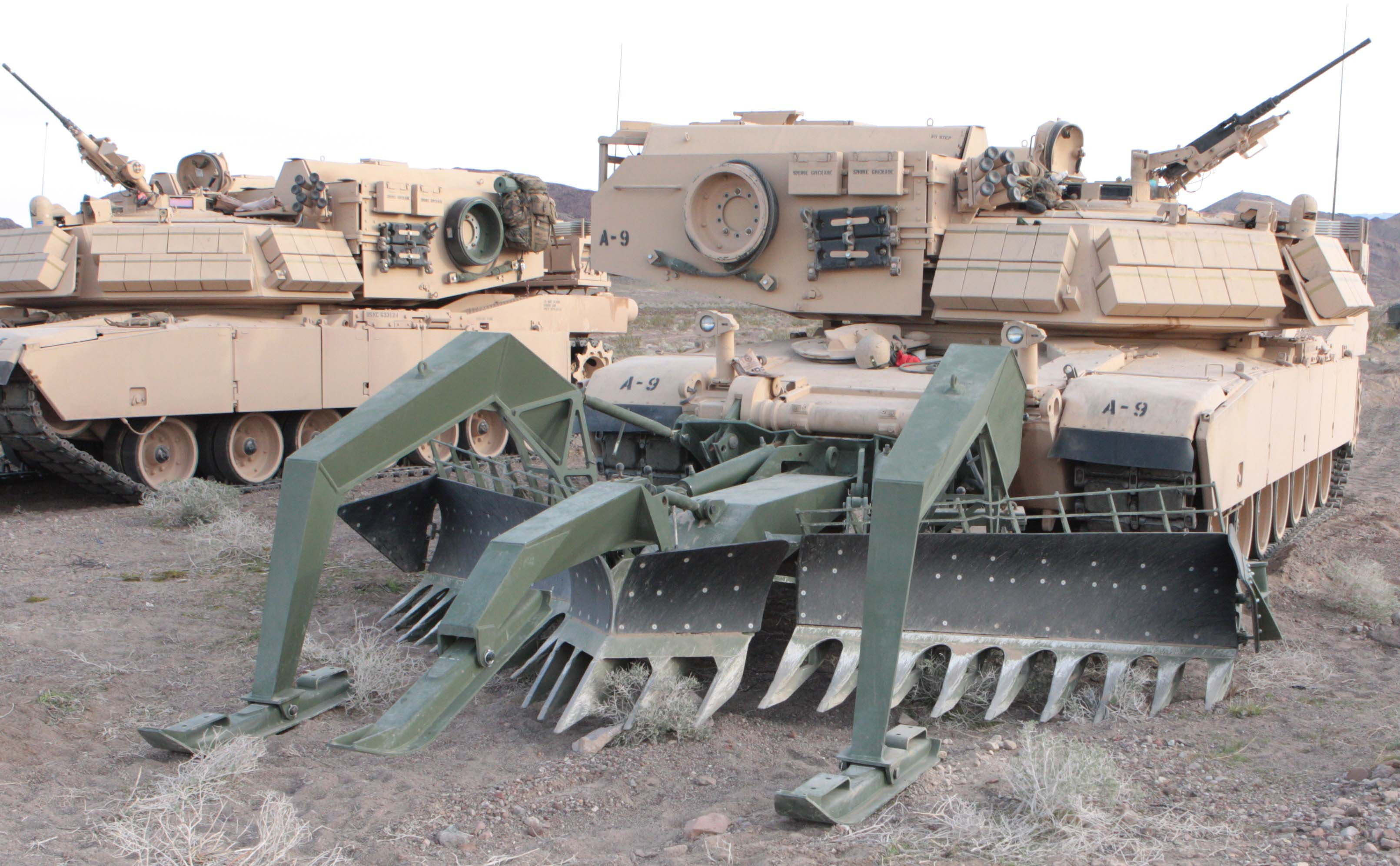
M1150 wraz z lemieszem i pługiem saperskim. Widoczna obrócona wieża oraz moduły pancerza ERA
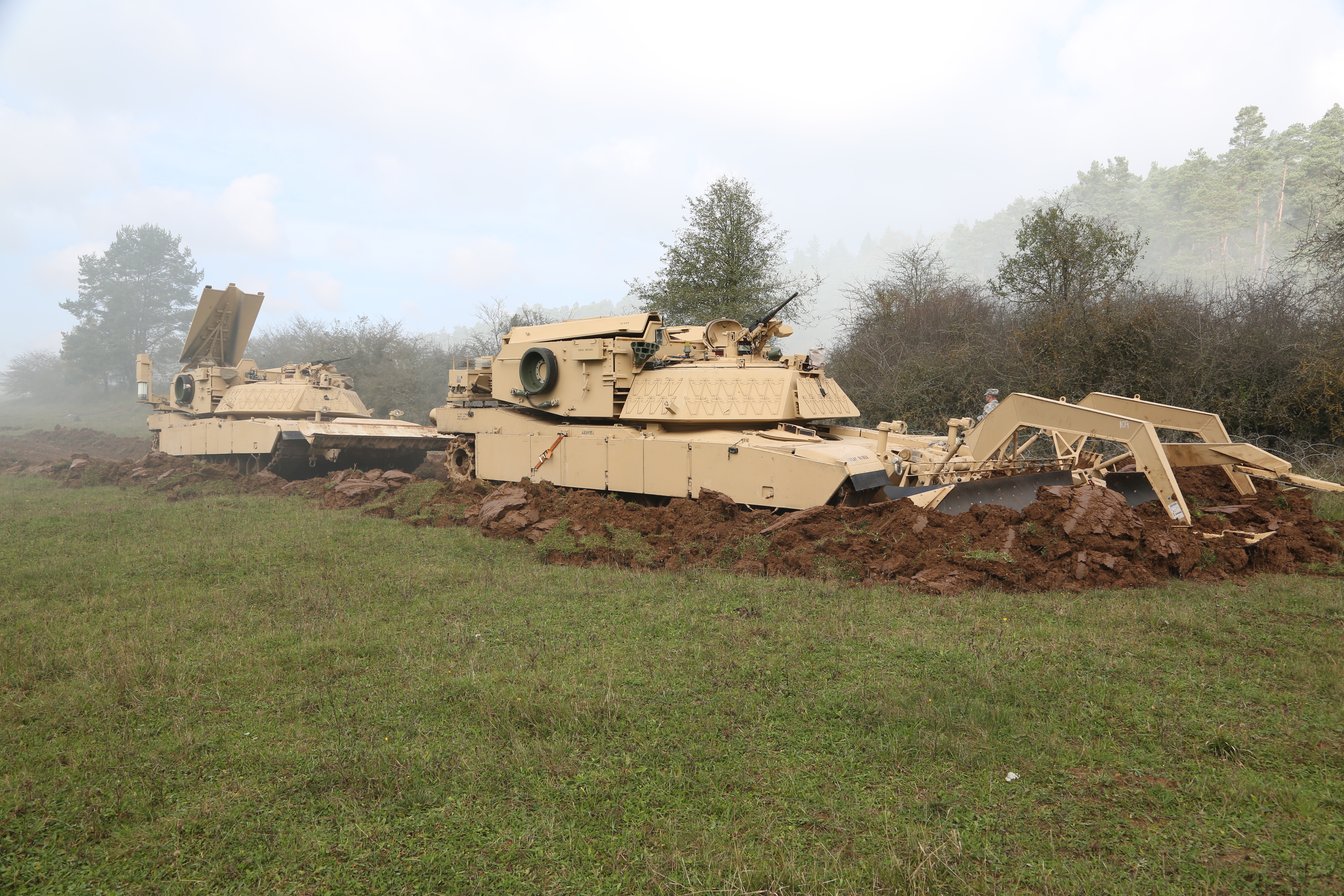
Wóz podczas prac
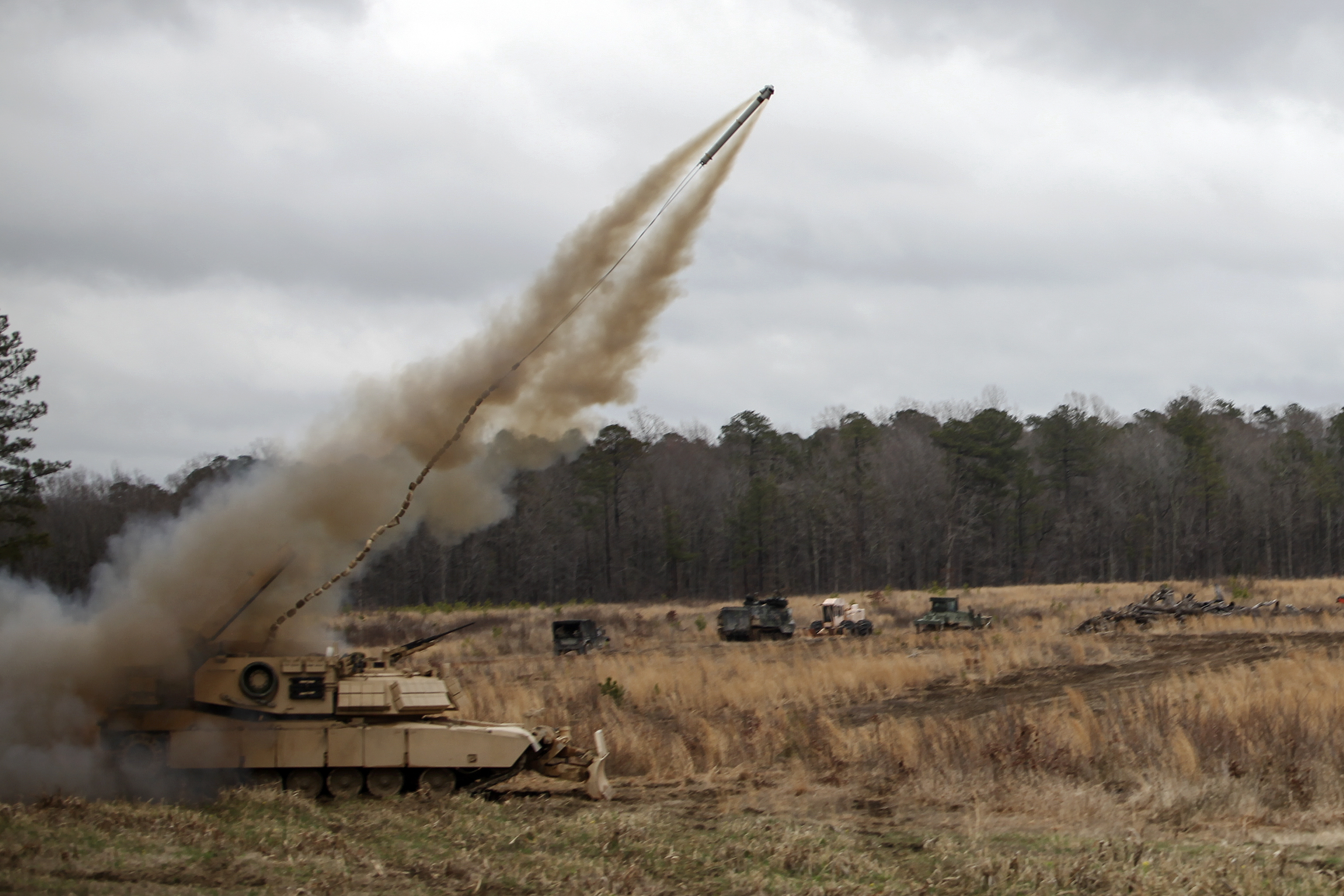
Ładunki wydłużone odpalane z tylnej części wieży M1150